# Pseudocalotes microlepis
Espèce
Synonymes
- Calotes microlepis Boulenger, 1888

Pseudocalotes microlepis est une espèce de sauriens de la famille des Agamidae.

## Répartition
Cette espèce se rencontre en Birmanie, en Thaïlande, au Laos, au Viêt Nam et au Guizhou et à Hainan en Chine.

## Publication originale
- Boulenger, 1888 : An account of the reptiles and batrachians obtained in Tenasserim by M. L. Fea, of the Genova Civic Museum. Annali del Museo Civico di Storia Naturale di Genova, sér. 2, vol. 5, p. 474-486 (texte intégral).